# Jacques Pollet
Jacques Pollet, francoski dirkač Formule 1, * 2. julij 1922, Roubaix, Francija, † 16. avgust 1997, Pariz, Francija.
Jacques Pollet je pokojni francoski dirkač Formule 1. Debitiral je v sezoni 1954, ko je nastopil na dveh dirkah, a obakrat odstopil. V sezoni 1955 je na treh dirkah ob enem odstopu dosegel sedmo mesto na drugi dirki sezone za Veliko nagrado Monaka, ker je njegova najboljša uvrstitev v karieri, in deseto mesto na dirki za Veliko nagrado Nizozemske. Kasneje ni več nikoli dirkal v Formuli 1. Umrl je leta 1997 v Parizu.

## Popolni rezultati Formule 1
(legenda) (odebeljene dirke pomenijo najboljši štartni položaj, poševne pa najhitrejši krog, †-uvrščen kljub odstopu)
| Leto | Moštvo         | Šasija          | Motor              | 1   | 2     | 3   | 4       | 5      | 6   | 7       | 8   | 9       | Prv | Toč |
| ---- | -------------- | --------------- | ------------------ | --- | ----- | --- | ------- | ------ | --- | ------- | --- | ------- | --- | --- |
| 1954 | Equipe Gordini | Gordini Type 16 | Gordini Straight-6 | ARG | 500   | BEL | FRA Ret | VB     | NEM | ŠVI     | ITA | ŠPA Ret | -   | 0   |
| 1955 | Equipe Gordini | Gordini Type 16 | Gordini Straight-6 | ARG | MON 7 | 500 | BEL     | NIZ 10 | VB  | ITA Ret |     |         | -   | 0   |